# Clara Sheller
Clara Sheller è una serie televisiva francese creata da Nicolas Mercier e trasmessa dal 18 maggio 2005 su France 2. In Italia è trasmessa da Fox Life dal 24 gennaio 2006.

## Trama
Clara, giornalista romantica e sognatrice, vive a Parigi insieme al suo responsabile migliore amico, JP, omosessuale. Sono entrambi alla ricerca dell'anima gemella e si contendono le attenzioni di un vicino di casa che piace ad entrambi.

## Cast
- Clara Sheller: Mélanie Doutey 1^st. (doppiata da Barbara De Bortoli) - Zoe Felix 2^st.
- JP: Frédéric Diefenthal 1^st. (doppiato da Stefano Crescentini) - Patrick Mille 2^st.
- Bertrand: Christophe Malavoy 1^st. (doppiato da Francesco Prando) - François Vincentelli 2^st.
- Hervé: Ruben Alves
- Ben: Cyrille Descours
- Danièle: Francine Bergé 1^st. - Anny Duperey 2^st.
- la mère de JP: Hélène Vincent 1^st. - Charlotte de Turckheim 2^st.
- Jeanne: Valérie Donzelli 1^st. - Judith El Zein 2^st.
- David: Bruno Salomone 1^st. - Éric Poulain 2^st.
- Gilles: Thierry Neuvic 1^st. - François Vincentelli 2^st.
- Antoine: Philippe Lefèbvre 1^st. - Thomas Jouannet 2^st.

## Episodi

### Prima stagione (2005)
1. Tormenti d'amore (À la recherche du prince charmant)
2. Intuito femminile (Intuition féminine)
3. Addio, Ben (État secret)
4. 14 luglio (14 Juillet)
5. Dimenticare Parigi (Oublier Paris)
6. Un dono del cielo (Un cadeau de la vie)

### Seconda stagione (2008)
La seconda stagione è in programmazione su Mya, da mercoledì 2 dicembre 2009 alle 22.00 in anteprima assoluta.
1. La musica della menzogna (Petite musique du mensonge)
2. Uno struzzo in decappottabile (Une autruche en décapotable)
3. Una donna può nasconderne un'altra (Une femme peut en cacher une autre)
4. Crisantemi per Bernard (Des chrysanthèmes pour Bernard)
5. Il sogno del mistero (Le mystère du catogan)
6. La porta della torre sbilenca (La porte de la tour bancale)

## Il doppiaggio italiano
L'edizione italiana della serie è a cura di Daniela Nobili per LaBiBi.it.